# Damernas 1 000 meter i hastighetsåkning på skridskor vid olympiska vinterspelen 1976
Damernas 1 000 meter i hastighetsåkning på skridskor avgjordes den 7 februari 1976. Loppet vanns av Tatiana Averina från Sovjetunionen.
27 skridskoåkare från 17 nationer deltog på distansen.

## Rekord
Gällande världsrekord och olympiska rekord före Vinter-OS 1976:
| Världsrekord     | Tatiana Averina (URS) | 1:23,46 | Alma-Ata, Kazakiska SSR, Sovjetunionen | 29 mars 1975     |
| Olympiskt rekord | Monika Pflug (FRG)    | 1:31,40 | Sapporo, Japan                         | 11 februari 1972 |

Följande nya världsrekord och olympiska rekord sattes under tävlingen.
| Datum       | Idrottare            | Nation        | Tid     | OR | VR |
| ----------- | -------------------- | ------------- | ------- | -- | -- |
| 12 februari | Monika Holzner-Pflug | Västtyskland  | 1:29,54 | OR |    |
| 12 februari | Leah Poulos          | USA           | 1:28.57 | OR |    |
| 12 februari | Tatiana Averina      | Sovjetunionen | 1:28,43 | OR |    |

## Medaljörer
| Gren        | Guld                          | Guld         | Silver          | Silver  | Brons            | Brons   |
| 1 000 meter | Tatiana Averina Sovjetunionen | 1:28,43 (OR) | Leah Poulos USA | 1:28,57 | Sheila Young USA | 1:29,14 |

## Resultat
| Placering | Idrottare              | Nation         | Tid     | Tid bakom | Noteringar      |
| --------- | ---------------------- | -------------- | ------- | --------- | --------------- |
| 1         | Tatiana Averina        | Sovjetunionen  | 1:28,43 | –         | (OR)            |
| 2         | Leah Poulos            | USA            | 1:28,57 | +0,14     |                 |
| 3         | Sheila Young           | USA            | 1:29,14 | +0,71     |                 |
| 4         | Sylvia Burka           | Kanada         | 1:29,47 | +1,04     |                 |
| 5         | Monika Holzner         | Västtyskland   | 1:29,54 | +1,11     |                 |
| 6         | Cathy Priestner        | Kanada         | 1:29,66 | +1,23     |                 |
| 7         | Ljudmila Titova        | Sovjetunionen  | 1:30,06 | +1,63     |                 |
| 8         | Heike Lange            | Östtyskland    | 1:30,55 | +2,12     |                 |
| 9         | Makiko Nagaya          | Japan          | 1:31,23 | +2,80     |                 |
| 10        | Erwina Ryś             | Polen          | 1:31,59 | +3,16     |                 |
| 11        | Stitje van der Lende   | Nederländerna  | 1:31,66 | +3,23     |                 |
| 12        | Monika Zernicek        | Östtyskland    | 1:31,68 | +3,25     |                 |
| 13        | Paula-Irmeli Halonen   | Finland        | 1:31,72 | +3,29     |                 |
| 14        | Ann-Sofie Järnström    | Sverige        | 1:32,06 | +3,63     |                 |
| 15        | Tatiana Sjelekhova     | Sovjetunionen  | 1:32,08 | +3,65     |                 |
| 16        | Annie Borckink         | Nederländerna  | 1:32,50 | +4,07     |                 |
| 17        | Tuula Vilkas           | Finland        | 1:32,94 | +4,51     |                 |
| 18        | Sigrid Sundby-Dybedahl | Norge          | 1:33,05 | +4,62     |                 |
| 19        | Ewa Malewicka          | Polen          | 1:33,89 | +5,46     |                 |
| 20        | Yuko Ota               | Japan          | 1:33,99 | +5,56     |                 |
| 21        | Ute Dix                | Östtyskland    | 1:34,14 | +5,71     |                 |
| 22        | Liz Appleby            | Kanada         | 1:34,27 | +5,84     |                 |
| 23        | Christel Jaarsma       | Nederländerna  | 1:34,63 | +6,20     |                 |
| 24        | Keiko Hasegawa         | Japan          | 1:35,42 | +6,99     |                 |
| 25        | Lee Nam-sun            | Sydkorea       | 1:35,58 | +7,15     |                 |
| 26        | Janina Korowicka       | Polen          | 1:35,81 | +7,38     |                 |
| –         | Margaret Crowe         | Storbritannien | –       | –         | Diskvalificerad |